# Pringapus (Pringapus)
Pringapus is een bestuurslaag in het regentschap Semarang van de provincie Midden-Java, Indonesië. Pringapus telt 8656 inwoners (volkstelling 2010).